# Шевань
Шева́нь (фр. Chevagnes) — коммуна во Франции, находится в регионе Овернь. Департамент коммуны — Алье. Административный центр кантона Шевань. Округ коммуны — Мулен.
Код INSEE коммуны — 03074.

## Население
Население коммуны на 2008 год составляло 696 человек.
| 1962 | 1968 | 1975 | 1982 | 1990 | 1999 | 2008 |
| ---- | ---- | ---- | ---- | ---- | ---- | ---- |
| 752  | 785  | 711  | 719  | 729  | 716  | 696  |

## Экономика
В 2007 году среди 410 человек в трудоспособном возрасте (15—64 лет) 303 были экономически активными, 107 — неактивными (показатель активности — 73,9 %, в 1999 году было 66,1 %). Из 303 активных работали 281 человек (161 мужчина и 120 женщин), безработных было 22 (8 мужчин и 14 женщин). Среди 107 неактивных 26 человек были учениками или студентами, 51 — пенсионерами, 30 были неактивными по другим причинам.